# Alice Ceresa
Alice Ceresa (Basilea, 25 gennaio 1923 – Roma, 21 dicembre 2001) è stata una scrittrice svizzera.

## Biografia
Alicia Ceresa, che si firmava Alice, di famiglia ticinese, dopo le scuole a Basilea e a Bellinzona (dove lavorò presso il quotidiano «Il dovere»), si trasferì a Zurigo e scrisse su Die Weltwoche e Svizzera italiana.
Qui conobbe Luigi Comencini, Franco Fortini, Ignazio Silone e altri fuoriusciti italiani. Poi nel 1950 si trasferì a Roma, dove collaborò a Tempo presente e a Botteghe Oscure. Ha pubblicato anche su Les Lettres Nouvelles.
Come traduttrice ha pubblicato L'altro processo: le lettere di Kafka a Felice di Elias Canetti, la corrispondenza sulla letteratura di Helmut Heissenbüttel e Heinrich Vormweg, l'autobiografia dell'attrice Hildegard Knef, L'incredibile storia di Johann il buono e Commedia di Gerold Späth (spesso presso Longanesi, per cui era consulente).
Le sue opere letterarie pubblicate, tutte dedicate alla questione femminile, poi rimaste non numerose, si fecero notare in ambito critico fin dall'inizio. La figlia prodiga inaugurò la collana einaudiana "La ricerca letteraria" diretta da Guido Davico Bonino, Giorgio Manganelli e Edoardo Sanguineti, e vinse il Premio Viareggio Opera Prima. La tensione sperimentale del libro si collegava al femminismo e al Gruppo 63.
I suoi libri sono stati raccolti in La figlia prodiga e altre storie, mentre il suo Piccolo dizionario dell'inuguaglianza femminile è uscito postumo a cura di Tatiana Crivelli. Le sue carte sono depositate alla Biblioteca nazionale di Berna dove tra manoscritti inediti vi sono gli originali della sua corrispondenza con autori quali Italo Calvino, Dacia Maraini o Elio Vittorini.

## Opere
In rivista
- Gli altri, in «Svizzera italiana», n. 17-20, Lugano, 1943
- La morte del padre, in «Nuovi Argomenti», n. 62, aprile-maggio 1979, pp. 69–92

In volume
- La figlia prodiga, Einaudi ("La ricerca letteraria" n. 1), Torino, 1967
- Bambine, Einaudi ("Nuovi coralli" n. 423), Torino, 1990

Postume
- La figlia prodiga e altre storie, La Tartaruga, Milano, 2004, ISBN 9788877384188.
- Piccolo dizionario dell'inuguaglianza femminile, postfazione di Jacqueline Risset, Nottetempo, Roma, 2007 ISBN 9788874521074.
- La morte del padre, con Ritratto di Alice di Patrizia Zappa Mulas, et al., 2013, ISBN 9788864631028.

## Premi e riconoscimenti
- 1967 – Premio Viareggio Opera Prima, con La figlia prodiga.[1]
- 1991 – Finalista al Premio Bergamo, con Bambine[2]